# Delma
Genre
Synonymes
- Aclys Kluge, 1974

Delma est un genre de geckos de la famille des Pygopodidae.

## Répartition
Les 22 espèces de ce genre sont endémiques d'Australie.

## Liste des espèces
Selon The Reptile Database (18 août 2015) :
- Delma australis Kluge, 1974
- Delma borea Kluge, 1974
- Delma butleri Storr, 1987
- Delma concinna (Kluge, 1974)
- Delma desmosa Maryan, Aplin & Adams, 2007
- Delma elegans Kluge, 1974
- Delma fraseri Gray, 1831
- Delma grayii Smith, 1849
- Delma haroldi Storr, 1987
- Delma hebesa Maryan, Brennan, Adams & Aplin, 2015
- Delma impar (Fischer, 1882)
- Delma inornata Kluge, 1974
- Delma labialis Shea, 1987
- Delma mitella Shea, 1987
- Delma molleri Lütken, 1863
- Delma nasuta Kluge, 1974
- Delma pax Kluge, 1974
- Delma petersoni Shea, 1991
- Delma plebeia De Vis, 1888
- Delma tealei Maryan, Aplin & Adams, 2007
- Delma tincta De Vis, 1888
- Delma torquata Kluge, 1974

## Taxinomie
Le genre Aclys a été placé en synonymie avec Delma par Jennings, Pianka et Donnellan en 2003.

## Publication originale
- Gray, 1831 "1830" : A synopsis of the species of Class Reptilia. The animal kingdom arranged in conformity with its organisation by the Baron Cuvier with additional descriptions of all the species hither named, and of many before noticed, V Whittaker, Treacher and Co., London, vol. 9, Supplement, p. 1-110 (texte intégral).